# Lunca Goiești
Lunca Goiești, falu Romániában, Erdélyben, Fehér megyében. Közigazgatásilag Alsóvidra községhez tartozik.

## Fekvése
Goiești mellett fekvő település.

## Története
Lunca Goieşti korábban Goiești része volt. 1956 körül vált külön településsé 114 lakossal.
1966-ban 80, 1977-ben 84, 1992-ben 75, a 2002-es népszámláláskor pedig 54 román lakosa volt.